# Svigermor kommer - !
Svigermor kommer - ! (originaltitel Hot Water) er en amerikansk stumfilm fra 1924 af Fred C. Newmeyer og Sam Taylor.

## Medvirkende
- Harold Lloyd som Hubby
- Jobyna Ralston som Wifey
- Josephine Crowell
- Charles Stevenson som Charley Stokes
- Mickey McBan som Bobby Stokes
- Fred Holmes
- Edgar Dearing
- Pat Harmon